# Anneli Wahlgren
Anneli Wahlgren (15 de janeiro de 1971) é uma ex-futebolista profissional sueca que atuava como atacante.

## Carreira
Anneli Wahlgren fez parte do elenco da Seleção Sueca de Futebol Feminino, nas Olimpíadas de 1996. 